# Anton H. Konrad
Anton Hubert Konrad, üblicherweise Anton H. Konrad (* 31. Mai 1937 in Illertissen; † 26. Juli 2022) war ein deutscher Verleger und Gründer des Verlags Anton H. Konrad in Weißenhorn.

## Leben und Wirken
Anton Konrad besuchte das Kolleg der Schulbrüder in seiner Geburtsstadt Illertissen und legte 1956 dort sein Abitur ab. Anschließend absolvierte er eine Lehre beim Verlag W. Kohlhammer in Stuttgart. Nach einem mehrmonatigen Aufenthalt als Trainee beim Verlag Allen & Unwin in London begann er ein Studium der Kunstgeschichte, Archäologie und Historischen Hilfswissenschaften in München und Würzburg. 
Im Jahr 1961 gründete Konrad in Neu-Ulm den nach ihm benannten Verlag Anton H. Konrad. 1964 verlegte er den Sitz des Unternehmens nach Weißenhorn im Landkreis Neu-Ulm, wo er auch eine eigene Buchhandlung betrieb.
Das Verlagsprogramm umfasst Werke zur Orts- und Heimatgeschichte, Bücher über Klöster und Kirchen sowie Monographien zu Künstlern des Barock und Rokoko. Die Texte für zahlreiche Kunst- und Kirchenführer und Hefte der Serie „Schwäbische Kunstdenkmale“ verfasste Konrad selbst. Für seine Kataloge zur historischen Kartografie arbeitete er mit der Bayerischen Staatsbibliothek in München und der Staatsbibliothek zu Berlin zusammen. Zu seinen bedeutenden Publikationen zählte der Verleger einen von Angelika Marsch zusammengestellten fast 700 Seiten starken Band mit historischen Stadtansichten aus ganz Europa von Friedrich Bernhard Werner (1690–1776) und eine großformatige Faksimile-Ausgabe des Reisebilderbuches des Pfalzgrafen Ottheinrich, der in den Jahren 1536/1537 von einem mitreisenden Künstler alle Städte auf seinem Reiseweg von Neuburg an der Donau nach Krakau und Berlin zeichnen ließ.
Anton H. Konrad starb am 26. Juli 2022 im Alter von 85 Jahren. Sein Verlag wird seit 2019 von seinem Sohn Christoph Konrad weitergeführt.

## Ehrenamtliche Tätigkeit  und Ehrungen
Neben seinem Beruf engagierte sich Konrad von 1964 bis 1988 als Vorsitzender des Heimat- und Museumsvereins seiner Wahlheimatstadt Weißenhorn. Seit 1970 war er zudem ehrenamtlich als Kreisheimatpfleger im Landkreis Neu-Ulm tätig. Für sein vielfältiges und langjähriges Engagement wurde Konrad mehrfach geehrt.
- 1989: Kommunale Verdienstmedaille in Bronze des Freistaates Bayern
- 2013: Verdienstkreuz am Bande der Bundesrepublik Deutschland
- 2014: Ehrennadel der Stadt Weißenhorn
- 2016: Max-Spindler-Preis des Bayerischen Clubs
- 2018: Pro-Suebia-Preis der Dr. Eugen Liedl-Stiftung

## Veröffentlichungen (Auswahl)
- Die Reichsabtei Elchingen. Ihr Bild im Wandel der Jahrhunderte. Verlag Anton H. Konrad, Weißenhorn 1965.
- mit Franz Reissenauer, Josef Weizenegger: Der Landkreis Günzburg: Ein Porträt seiner Geschichte und Kunst. Unter Mitwirkung von Paul Auer [u. a. Hrsg. im Auftrag des Landkreises Günzburg]. Verlag Anton H. Konrad, Weißenhorn 1966
- Schloss Erbach (= Schwäbische Kunstdenkmale 18). Verlag Anton H. Konrad, Weißenhorn 1968; Neuausgabe 2011, ISBN 978-3-87437-053-0.
- (Fotos) Adelheid Unger: Joseph Götsch. Ein bayerischer Bildhauer des Rokoko aus Tirol. Verlag Anton H. Konrad, Weißenhorn 1972, ISBN 3-87437-081-X.
- Kellmünz. Eine Marktgemeinde im Illertal; 650 Jahre Markt 1330-1980. Verlag Anton H. Konrad, Weißenhorn 1980, ISBN 3-87437-169-7.
- Matzenhofen. Wallfahrtskirche zur Schmerzhaften Muttergottes (= Schwäbische Kunstdenkmale 59). Verlag Anton H. Konrad, Weißenhorn 2002.